# Coprochernes
Coprochernes är ett släkte av spindeldjur. Coprochernes ingår i familjen blindklokrypare.
Kladogram enligt Catalogue of Life:
| Coprochernes | \| \| Coprochernes costaricensis \| \| \| \| \| \| Coprochernes quintanarooensis \| \| \| \| |
|              | \| \| Coprochernes costaricensis \| \| \| \| \| \| Coprochernes quintanarooensis \| \| \| \| |
|              | Coprochernes costaricensis                                                                   |
|              |                                                                                              |
|              | Coprochernes quintanarooensis                                                                |
|              |                                                                                              |